# Deborah Joy LeVine
Deborah Joy LeVine é uma roteirista e produtora de televisão norte-americana. 
Joy LeVine é notória pelo título de "A Mulher que Reviveu Superman", pois ela criou a série de televisão Lois & Clark: The New Adventures of Superman. A série foi exibida de 1993 a 1997 na ABC.

## Trabalhos
- Murder: By Reason of Insanity (produtora associada) (1985)
- Samaritan: The Mitch Snyder Story (produtora) (1986)
- Equal Justice (roteirista) (1990-1991) (consultora executiva de história) (1991)
- Something to Live for: The Alison Gertz Story (roteirista) (1992)
- Lois & Clark: The New Adventures of Superman (criadora, roteirista, produtora executiva, consultora executiva) (1993-1997)
- Courthouse (criadora, produtora executiva) (1995)
- Early Edition (roteirista, produtora executiva) (1996-1997)
- Dawson's Creek (produtora executiva) (1998)
- Any Day Now (criadora, roteirista, produtora executiva) (1998)
- The Division (criadora, roteirista, produtora executiva) (2001-2004)
- Class Actions (produtora executiva) (2004)
- Beautiful People (consultora criativa, roteirista) (2005)
- Kaya (criadora, roteirista, produtora executiva) (2007)
- Mental (criadora, roteirista, produtora executiva) (2009)